# Вінборон

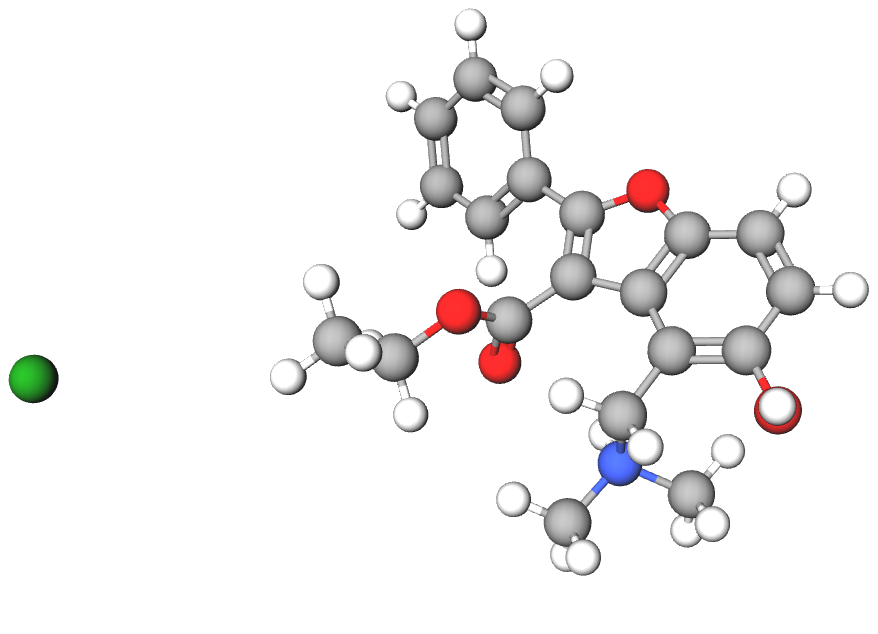
Вінборон (просторова структура молекули)

Вінборóн (лат. Vinboron або Fenicaberane) — лікарський засіб українського виробництва з політропними фармакологічними властивостями. Застосовується при дисфункції жовчного міхура та сфінктера Одді, холециститі, жовчнокам'яній хворобі, синдромі подразненого кишечнику, виразковій хворобі шлунка та дванадцятипалої кишки з болями спастичного характеру, у складі комплексного лікування порушень мозкового кровообігу, а також при хронічній вінцевій недостатності, яка протікає з нападами стенокардії.

## Історія створення
Вінборон являє собою ресинтезований за новою технологією фахівцями Борщагівського хіміко-фармацевтичного заводу, Київ. Фенікаберан (лат. Fenicaberane), який у свій час був створений вінницькими фармакологами під керівництвом проф. О. О. Столярчука сумісно з групою хіміків-синтетиків під керівництвом проф. О. М. Гриньова (Всесоюзний науково-дослідний хіміко-фармацевтичний інститут ім. С. Орджонікідзе, м. Москва, СРСР), що засвідчено Авторським свідоцтвом СРСР № 530683 від 05.10.76 р. Обидва препарати мають однакову хімічну структуру: 2-феніл-3-карбетокси-4-диметиламінометил-5-оксибензофурану гідрохлорид.
Проф. О. М. Гриньов зі своїми учнями Т. І. Мухановою, С. О. Зотовою та Н. В. Архангельською синтезували та передали для дослідження на кафедру фармакології Вінницького медичного інституту ім. М. І. Пирогова (проф. О. О. Столярчук) понад 300 оригінальних сполук-похідних бензофурану. Результатом багаторічної експериментальної роботи та вивчення зв'язку «структура-дія» вдалось провести цілеспрямований синтез нових високоактивних бензофуранів, серед яких була молекула фенікаберану (вінборон). У 1975 р. «Фенікаберан» посів перше місце на Республіканському конкурсі нових лікарських препаратів (м. Київ, УРСР). За створення та впровадженя в практичну охорону здоров'я похідного бензофурану — спазмолітика та коронародилятатора «Фенікаберану» авторський колектив — проф. О. О. Столярчук (м. Вінниця), ас. Н. І. Іванова (м. Вінниця), проф. К. С. Шадурський (м. Мінськ) та проф. О. М. Гриньов (м. Москва) нагороджені Грамотою МОЗ УРСР (1975), бронзовою (1982) та срібною (1991) медалями Всесоюзної виставки досягнень народного господарства (м. Москва, СРСР).
На кафедрі фармакології Вінницького національного медичного університету ім. М. І. Пирогова під керівництвом професора Степанюка Георгія Івановича було проведене всебічне вивчення фармакологічних властивостей та безпечності ресинтезованого фенікаберану — нового вітчизняного препарату «Вінборон». При цьому було встановлено, що за показниками специфічної активності та гострої токсичності вінборон практично не відрізняється від фенікаберану, що вказує на ідентичність обох препаратів.
Досить плідною виявилась співпраця з науковцями ДУ «Інститут фармакології та токсикології НАМНУ». Завдяки підтримці акад. О. В. Стефанова розкриті деякі тонкі механізми протиішемічної дії вінборону, зокрема його вплив на активність NO-синтази, кальцієвих каналів та ін. При консультативній допомозі д. мед. н., чл.-кор. НАМН України Т. А. Бухтіарової вивчаються нові підходи до послаблення гастротоксичності нестероїдних протизапальних засобів.

## Технологія синтезу вінборону (Патент № 25260 від 1998 р.)
Винахід відноситься до хімії і стосується отримання 2-феніл-3-карбетокси-5-гідроксибензофурану. Відомий спосіб отримання 2-феніл-3-карбетокси-5-гідроксибензофурану (I), що включає конденсацію 1,4-бензохінону з бензоїлоцтовим ефіром у присутності безводного хлориду цинку в абсолютному етанолі. Недоліком цього способу є те, що реакція протікає протягом 26 годин з утворенням значної кількості 2,6-дифеніл-3,7-дикарбетоксибензодифурану (II), який є побічним елементом продукції і зменшує вихід і якість кінцевого продукту реакції, а також значне осмолення реакційної маси. Задачею пропонованого способу є проведення реакції за більш короткий час і зменшення виходу побічних елементів. Поставлена задача досягається тим, що конденсацію 1,4-бензохінону з бензоїлоцтовим ефіром проводять у розчиннику — ацетоні з каталітичною добавкою оцтової кислоти. Ацетон, як розчинник разом з добавкою каталітичної кількості оцтової кислоти сприяє циклізації проміжного комплексу a-(3,5-дигідроксифеніл)бензоїлоцтового ефіру (Ia) в 2-феніл-3-карбетокси-5-гідроксибензофуран, а також запобігає подальше окиснення проміжного продукту хіноном, що призводить до утворення вищевказаних побічних продукті (див. схему). 2-Феніл-3-карбетокси-5-гідроксибензофуран (I).

#### Приклад 1
Розчин 0,845 кг (7,82 моль) хінону фірми Merk в мінімальному об'ємі ацетону (ч. д. а.) додають протягом 5—6 год до розчину 1,0 кг (7,33 моль) хлориду цинку (ч.) в 1 л ацетону (ч. д. а), 1,510 кг (7,85 моль) бензоїлоцтового естеру та 80 мл оцтової кислоти (ч. д. а.) при температурі 70—75 °C. Надлишок ацетону відганяють, реакційну суміш охолоджують, відфільтровують кристали, що випали, промивають на фільтрі 1,0 л водного ацетону і висушують. Вихід 1,470 кг (66 %). Т. пл. 154—56 °C.

#### Приклад 2
Розчин 0,505 кг (4,67 моль) хінону фірми Merk в мінімальному об'ємі ацетону (х. ч.) додають протягом 5—6 год до розчину 0,638 кг (4,68 моль) хлориду цинку (ч.) в 0,8 л ацетону (х. ч.), 0,9 кг (4,68 моль) бензоїлоцтового естеру та 50 мл оцтової кислоти (ч. д. а.) при температурі 70—75 °C. Надлишок ацетону відганяють, реакційну суміш охолоджують, відфільтровують кристали, що випали, промивають на фільтрі 1,0 л водного ацетону і висушують. Вихід 0,860 кг (65 %). Т. пл. 154—56 °C.

## Фармакологічні властивості

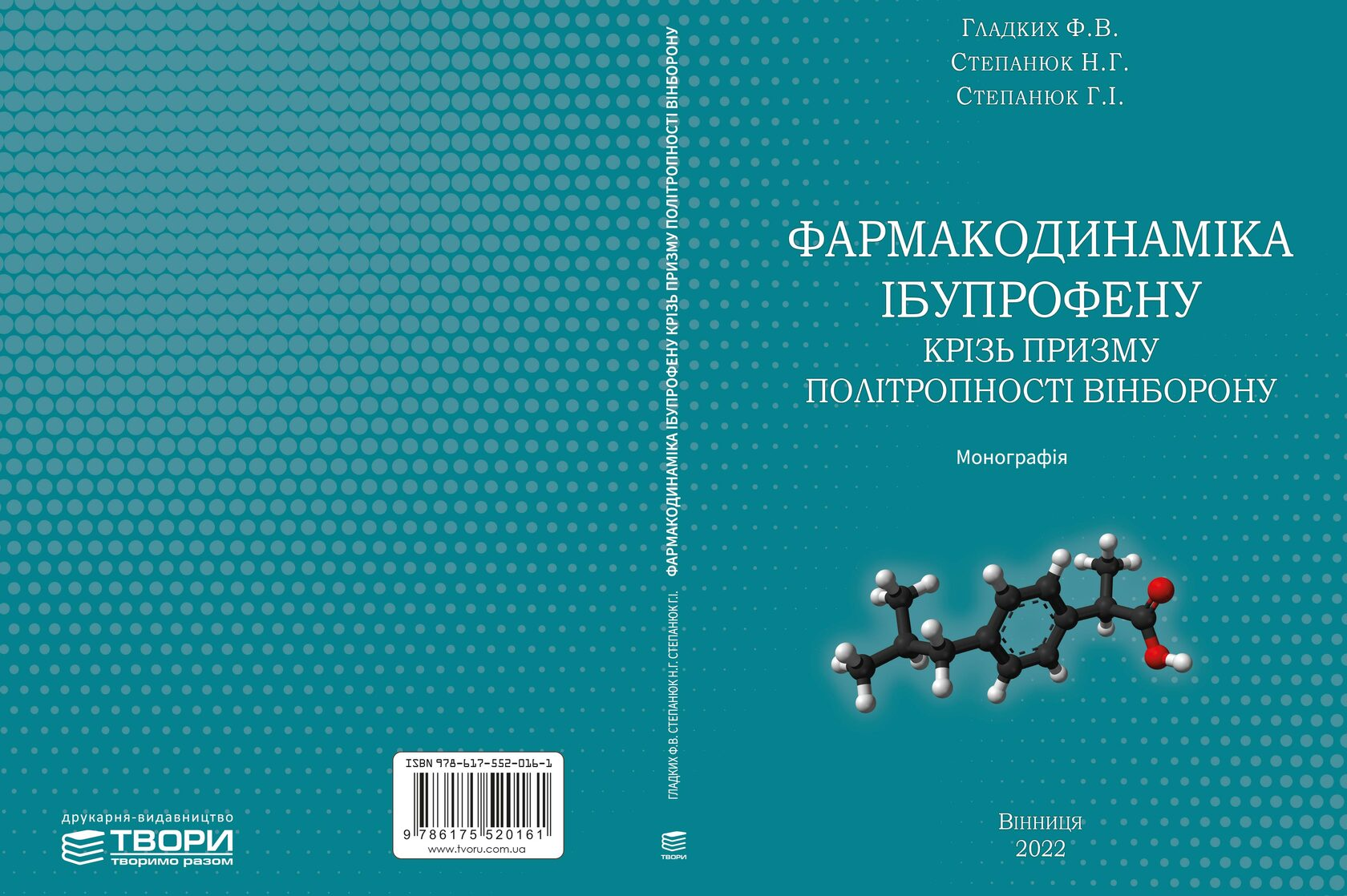
Гладких Ф. В., Степанюк Н. Г., Степанюк Г. І. Фармакодинаміка ібупрофену крізь призму політропності вінборону.

Фармакотерапевтична група: засоби, що застосовуються при функціональнихрозладах з боку травного тракту. Код АТС А 03 А.
Вінборну притаманний комплекс цінних фармакологічних властивостей: спазмолітична, протизапальна, знеболююча (місцева та центральна), протиішемічна, антиоксидантна, антиагрегантна, імуномоделююча, протимікробна, токолітична, кардіопротекторна, церебропротекторна, стимулюючий вплив на мікроциркуляцію. При одночасному застосуванні вінборон здатен посилювати дію спазмолітиків, антиангінальних, гіпотензивних та антиагрегантних препаратів.
Дослідження політропних властивостей вінборону.
В експериментах на кролях доведено, що вінборон сприяє зниженню внутрішньоочного тиску при тимчасовій експериментальній офтальмогіпертензії. У наркотизованих собак вінборон, на відміну від еуфіліну, покращує гемодинаміку ока в умовах його експериментальної ішемії: підвищуються швидкості кровотоку у бік їх нормалізації, знижується периферичний опір крові, збільшується перфузія та покращується мікроциркуляція без ознак виникнення «ефекту обкрадання». Вінборон ослаблює розвиток периваскулярного та міжклітинного набряку, зменшує пошкоджуючий вплив ішемії на клітинні структури сітківки та зоровий нерв. Лікування вінбороном експериментальної тотальної ішемії-реперфузії ока у щурів забезпечує захист від впливу ішемії та реперфузії усіх досліджуваних структур сітківки. Профілактичне застосування вінборону в умовах тотальної одночасової ішемії ока проявляється антиапоптозною та антинекротичною дією [Черешнюк І. Л., 2010].
Доведеною є доцільність використання вінборону для попередження передчасних пологів та невиношування вагітності за рахунок його токолітичної дії. Так внутрішньовенне введення вінборону вагітним щурам у сумарних дозі відповідно 18 мг/кг на окситоциновій та естрадіоловій моделях невиношування, сприяв подовженню строків гестації без ознак переношування потомства, запобігав мертвонароджуваності. За вказаними показниками вінборон співставлявся з препаратом порівняння но-шпою. При цьому вінборон сприяв покращенню матково-плацентарного кровотоку у вагітній матці. Механізм токолітичної дії вінборону є ендометрій залежним, і, в певнії мірі, пов'язаний зі спроможністю препарату активізувати NO–залежні механізми релаксації м'язів. Водночас токолітичний ефект вінборону пов'язаний з кальцій залежними механізмами релаксації. При цьому препарат не впливає на повільні енергозалежні кальцієві канали, активує внутрішньоклітинні енергетичні системи.
Встановлено, що вінборон (5 мг/кг внутрішньом'язово) подібно до мілдронату (50 мг/кг внутрішньом'язово), справляє достатню виразну лікувальну дію на щурів з експериментальною алкогольною кардіоміопатією (АКМП). Це проявляється позитивною динамікою ЕКГ, підвищенням толерантності до фізичного навантаження, відновленням електричної стабільності міокарду, позитивною динамікою морфологічної картини та ультраструктури ушкодженого серцевого м'яза.

Кардіопротекторна дія вінборону при експериментальній АКМП реалізується, в першу чергу, за рахунок нормалізації біоенергетичних процесів в ушкодженому серцевому м'язі. Водночас вінборон проявляє мембраностабілізуючу та цитопротекторні властивості, на що вказує відновлення на фоні дії вінборону оксидантно-антиоксидантного гомеостазу та іонного балансу в міокарді щурів з АКМП, а також нормалізація в крові рівня АлАТ та АсАТ.

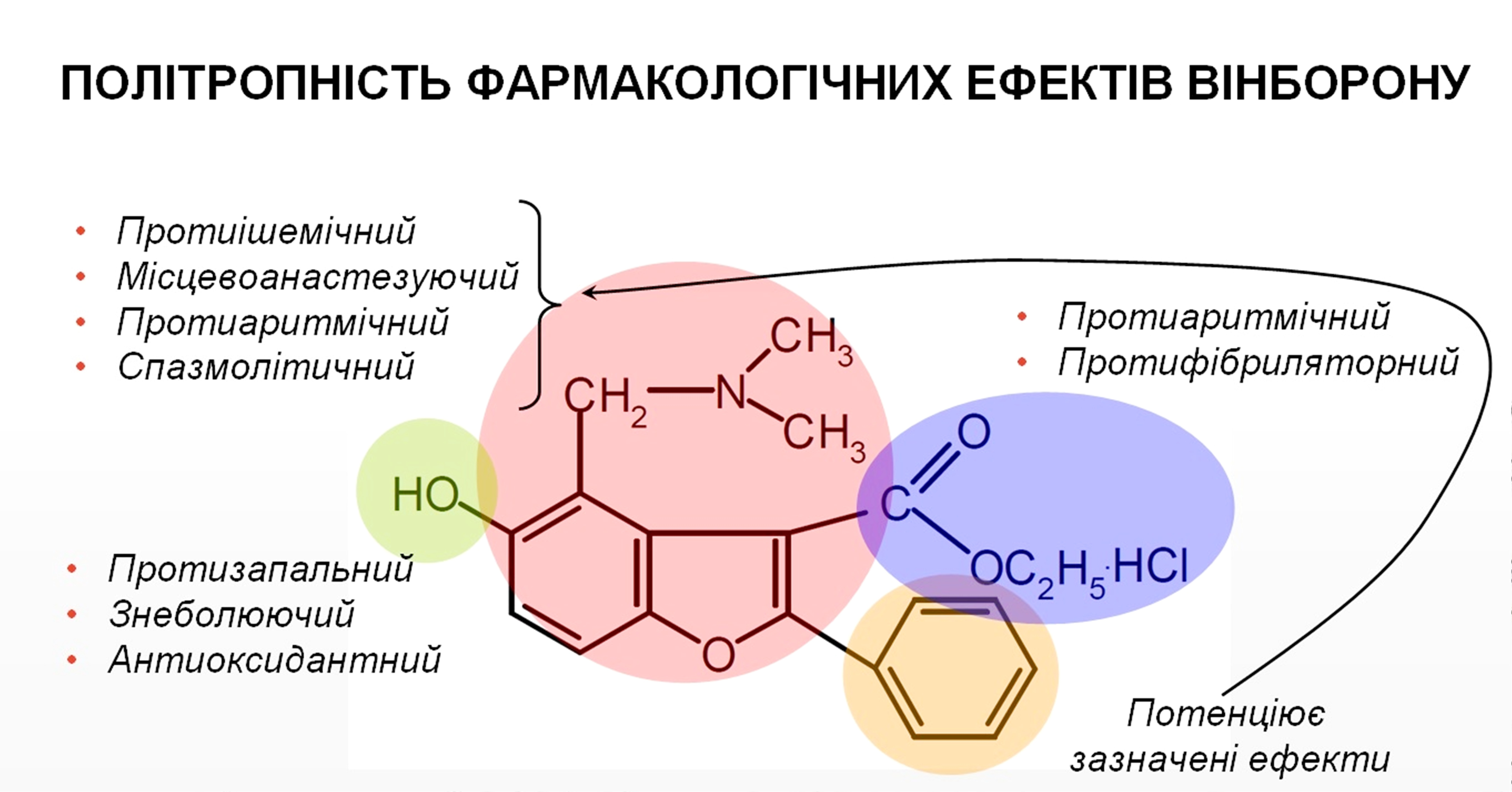
Політропність фармакологічних ефектів вінборону

Важливу роль у лікувальному ефекті вінборону при експериментальній АКМП відіграють і інші властивості, притаманні препарату, зокрема, стимулюючий вплив на трофіку та мікрогемоциркуляцію (за рахунок антиагрегантної дії), спроможність підсилювати репаративні процеси, наявність протигіпоксичної дії. Важливо відзначити, що за величиною кардіопротекторної дії при експериментальній АКМП досліджуваний препарат співставляється з мілдронатом, а за ступенем знеболюючого ефекту при даному патологічному стані переважає референс-препарат (Пашинська О. С., 2004).
На моделях гострого порушення мозкового кровотоку (двобічна перев'язка сонних артерій) у ненаркотизованих дорослих та старих щурів встановлено, що вінборону (1 та 3 мг/кг) притаманна церебропротекторна дія. 14-денне лікування щурів з гострим порушенням мозкового кровообігу (ГПМК — однобічна оклюзія загальної сонної артерії) вінбороном (3 мг/кг), так само як і пірацетамом (200 мг/кг), послаблювало прояви енергодефіциту, нормалізувало показники оксидантно-антиоксидантної рівноваги ішемізованої ділянки мозку. Зазначені зміни метаболічних процесів корелювали із позитивною динамікою морфологічної картини, що проявлялась зменшенням ознак дистрофічних та деструктивних процесів в ішемізованій півкулі головного мозку. Доведено наявність у вінборону антиамнестичних властивостей при ішемії головного мозку та на моделях експериментальних амнезій.
Встановлено, що механізм церебропротекторної дії вінборону пов'язаний з його здатністю стимулювати церебральну гемодинаміку, нормалізувати метаболічні процеси в ішемізованому мозку, здатністтю частково блокувати NMDA–рецептори та покращувати реологічні властивості крові.
Встановлено, що вінборон, подібно до пентоксифіліну, справляє виразну протигіпоксичну дію на щурів та мишей в умовах гострих гіпоксичних синдромів (ГС). Це проявляється подовженням життя тварин, зниженням показника летальності та покращанням клінічної картини протікання гіпоксичних синдромів. Профілактичне одноразове введення вінборону білим мишам та щурам в оптимальних дозах (8 та 16 мг/кг в/о) на моделях гіпоксії замкнутого простору та гострої гіпобаричної гіпоксії підвищувало тривалість життя тварин на 58 та 104 % відповідно (р ≤ 0,5). За показником антигіпоксичної активності (ЕД50) при гіпоксії замкнутого простору вінборон майже в 17 разів перевершує пентоксифілін. В умовах хронічної гіпоксичної гіпоксії з гіперкапнією профілактична дія вінборону проявляється підвищенням толерантності до фізичного навантаження, відновленням електричної стабільності міокарду, послаблюються розлади кровообігу, дистрофічні, проліферативні та склеротичні процеси в легенях, серці, печінці, нирках та наднирниках щурів. При цьому за рівнем профілактичної ефективності вінборон переважав пентоксифілін.
Протигіпоксична дія вінборону при ГС реалізується за рахунок нормалізації біоенергетичних процесів та відновлення показників АОС. Водночас, протигіпоксична дія вінборону пов'язана з наявністю судиннорозширюючого ефекту. Вазоділататорна дія вінборону проявляється також зростанням редукованого мозкового кровотоку в умовах тромбоемболії. При цьому вінборон активує метаболічні процеси в головному мозку. Сукупність вказаних фармакологічних властивостей вінборону ймовірно забезпечує достатньо високу антигіпоксичну дію вінборону на моделях гострих та хронічних ГС.
На основі вивчення морфогенезу пневмонії в умовах застосування антибіотиків запропоновано застосування вітчизняного препарата з політропною дією — вінборона. Доведено, що вінборон значно покращує морфологічний перебіг пневмонії, зменшує альтеративні зміни в структурних елементах легень, нирок, печінки. Препарат профілактує розвиток феномену «сурфактантореї» та пневмосклеротичних змін у легенях. Під впливом вінборона зменшується імунодепресивна дія антибіотиків. Препарат стимулює легеневий органний імунітет.
Високий ступінь ранозагоюючого ефекту 2 % вінборонової мазі виявлено на моделях площинних, різаних як асептичних, так і інфікованих, та опікових ран шкіри у щурів. За величиною регенераторної дії досліджувана мазь не поступалась солкосериловій, офлокаїновій та 10 % метилурациловій мазям, перевершуючи референс-препарати за показниками повноцінного загоювання (репаративна активність вінборонової мазі на 7 добу експерименту перевершує 10 % метилурацилову та солкосерилову мазі відповідно на 119,4 % та 41,8 %, а на моделі інфікованих різаних ран — відповідно в 3,4 та 2 рази; за терміном повного закриття раневого дефекту на моделі дермотомних та опікових ран вінборонова мазь в 1,5—2 рази перевершує дію солкосерилової, офлокаїнової та 10 % метилурацилової мазей. Регенераторна дія 2 % вінборонової мазі при експериментальних ранах реалізується, в першу чергу, шляхом активації мікроциркуляторних процесів у зоні ушкодження (за рахунок підвищення біотрансформації реактивних форм азоту) наявністю антиексудативної дії, антицитолітичного ефекту, захисним впливом на білковий метаболізм та антиоксидантного захисту. Важливу роль у лікувальному ефекті 2 % вінборонової мазі при експериментальних ранах відіграють стимулюючий вплив на проліферативну активність клітин епідермісу та дерми, спроможність підсилювати ангіогенез, нормалізувати функціональні стани нирок та печінки. В хронічному експерименті (90 діб) у вивчаємої мазі не виявлено ознак токсичної та місцевоподразнюючої дії.
В експериментах на щурах доведено, що під впливом вінборону рубцювання «ацетатних» виразок шлунка та ДПК, на відміну від ранітидину, завершується шляхом реституції слизової оболонки (СО) без ознак запальної реакції в кінці лікування. При цьому вінборон викликає знеболюючий ефект. В умовах експериментальної індометацинової гастропатії у щурів вінборон послаблює прояви ульцерогенності НПЗЗ, співставляючись з ранітидином та омепразолом за величиною зазначеного ефекту.
Противиразкова дія вінборону чітко проявилась у клінічних умовах. Включення вінборону (40 мг тричі на добу)в комплексну (ранітидин+де-нол+амоксицилін+метронідазол) терапію амбулаторних хворих на ВХ (ПВ) ДПК сприяло посиленню ступеню лікувального ефекту, що проявлялось, в першу чергу, більш інтенсивним послабленням больового та диспепсичного синдромів. Разом з цим на фоні вінборону прискорювались зворотній розвиток запальної реакції, рубцювання виразок та підвищувалась якість загоювання виразкового дефекту: в кінці курсу лікування в СОШ та ДПК відповідно у 47 та 43 % пацієнтів не виявлялись ознаки запальної реакції та на 42 % збільшилась кількість хворих, у яких виразка зарубцювалась у вигляді «білого» рубця.
Включення вінборону (40 мг тричі на добу) в комплексну терапію хворих на РА послаблювало як суб'єктивні (біль, печія, відрижка, гіркота, здуття живота, порушення стільця), так і об'єктивні (ступінь запальної реакції) ознаки індометацин-індукованої гастропатії .
Упродовж 2014—2017 рр. лікарем Гладких Ф. В. самостійно виконано серію експериментальних досліджень, які продемонстрували доцільність комбінованого застосування НПЗЗ ібупрофену та лікарського засобу з політропними фармакологічними властивостями Вінборону задля покращення профілю безпечності ібупрофену та підвищення його лікувальних властивостей.

### Токсичність
Вінборон є низькотоксичним препаратом — його ЛД50 для щурів при пероральному введенні в організм становить 800 мг/кг, при внутрішньом'язовому — 180 мг/кг.

### Показання до застосування
Наказом МОЗ України від 01.09.2014 р. №665 «Про державну реєстрацію (перереєстрацію) лікарських засобів (медичних імунобіологічних препаратів) та внесення змін до реєстраційних матеріалів» (Додаток 2) вінборон дозолений до застосування в клініці як спазмолітик з місцевоанастезуючим ефектом при дисфункції жовчного міхура та сфінктера Одді (гіпокінетичній та гіпертонічній типи), холециститах, жовчнокам'яній хворобі, синдромі подразненого кишечнику, виразковій хворобі шлунка та дванадцятипалої кишки з болями спастичного характеру, у складі комплексного лікування порушень мозкового кровообігу, а також при хронічній вінцевій недостатності, яка протікає з нападами стенокардії. Препарат можна призначати також хворим із порушенням функціонального стану печінки, оскільки йому притаманна гепатопротекторна дія.

### Спосіб застосування та дози
Дорослі приймають препарат по 0,02—0,04 г. 3—4 рази на добу, незалежно від прийому їжі. Термін лікування в середньому складає 4—6 тижнів.

### Передозування
На сьогодні не описаний жодний випадок передозування Вінбороном. Але при підвищеній індивідуальній чутливості можливі висипи на шкірі, зниження артеріального тиску (АТ). Значні зниження показників АТ вимагають припинення лікування препаратом. У випадку гострого отруєння необхідно вводити етамінал-натрій у субнаркотичних дозах.

## Наукові праці, присвячені Вінборону
1. Антимікробні властивості вінборону / О. О. Вільцанюк, Т. П. Осолодченко, В. Г. Палій [та ін.] // Таврический медико- биологический весник. — 2001. — № 1/2. — С. 105—107.
2. Антиоксидантные свойства бензофурокаина, феникаберана и ортофена / А. В. Лебедев, А. В. Кузьмин, Д. О. Левицкий, Г. И. Степанюк // Фармакология и токсикология.  — 1989. – № 9.  — С. 59—62.
3. Биктимиров В. В. Роль и значение феникаберана в регионарной антибиотикотерапии пневмоний / В. В. Биктимиров, Г. И. Степанюк // Фундаментальные исследования как основа создания лекарственных средств : тез. докл. 1-го съезда фармакологов России. — М., 1995. — С. 424.
4. Біохімічні, гематологічні та морфологічні показники щурів при тривалому застосуванні вінборону / О. В. Ременюк, Р. Н. Піскун, Г. І. Степанюк [та ін.] // Науковий вісник Ужгород. ун- ту, серія біологія. — 2000. — № 8. — С. 204.
5. Влияние винборона на величину аналгетического эффекта и безопасность диклофенака / Н. Г. Чорноиван, Н. И. Волощук, Г. И. Степанюк [и др.] // 15-й Рос. нац. конгресс «Человек и лекарство» : сб. материалов. — М., 2008. — С. 727—728.
6. Вплив вінборону на гастротоксичність диклофенаку в експерименті / Н. Г. Чорноіван, О. О. Пентюк, Г. І. Степанюк, Т. А. Бухтіарова // Фармакологія та лікарська токсикологія. — 2009. — № 1 (8). — С. 39—43.
7. Гладких Ф. В. PASS-погноз участия изоформ цитохрома Р450 в элиминации винборона и целесообразность его комбинированного применения с ибупрофеном / Ф. В. Гладких, Н. Г. Степанюк // Сборник тезисов конгресса с международным участием «Дни ревматологии в Санкт Петербурге — 2016» (14—17 сентября).: тезисы доклада. — СПб., (РФ), 2016. — С. 59—60.
8. Гладких Ф. В. Вивчення знеболюючої і протизапальної активності комбінації ібупрофену з вінбороном на моделі ад’ювантного артриту у щурів / Ф. В. Гладких // Матеріали XIX Міжнародного медичного конгресу студентів та молодих вчених (27—29 квітня 2015 р.).: тези доп. — Тернопіль, 2015 — С. 343.
9. Гладких Ф. В. Вінборон: перший український гастропротектор — агоніст ванілоїдних рецепторів (TRPV1) / Ф. В. Гладких, Н. Г. Степанюк // Фармакологія та лікарська токсикологія. — 2016. — № 4—5 (50). — С. 20—29. — Режим доступу: http://pharmtox-j.org.ua/webfm_send/523
10. Гладких Ф. В. Влияние ибупрофена и его комбинации с винбороном на состояние прооксидантно-антиоксидантной системы при экспериментальном ревматоидном артрите у крыс / Ф. В. Гладких, Н. Г. Степанюк // Сборник статей І Международной (71 Всероссийской) научно-практической конференции молодых учёных и студентов «Актуальные вопросы современной медицинской науки и здравоохранения» (13—15 апреля).: статья — Екатеринбург (РФ): Изд-во УГМУ, 2016. — Том 3. — С. 2659—2664. — Режим доступа: http://nomus-usmu.ru/sbornik
11. Гладких Ф. В. Влияние ибупрофена и его комбинации с винбороном на состояние желудочной секреции у крыс со смоделированным адъювантным артритом / Ф. В. Гладких // Сборник материалов конференции студентов и молодых учёных (21—22 апреля): тезисы доклада — Гродно (Беларусь): ГрГМУ, 2016. — С. 70.
12. Гладких Ф. В. Вплив вінборону на аналгетичну активність ібупрофену на моделі ад’ювантного артриту у щурів / Ф. В. Гладких, Н. Г. Степанюк // Здобутки клінічної та експериментальної медицини (науково-практичний журнал). — 2015. — № 1 (22). — С. 47—50. DOI: https://doi.org/10.11603/1811-2471.2015.v22.i1.4218
13. Гладких Ф. В. Вплив вінборону на протизапальну та аналгетичну дію ібупрофену на моделі ад’ювантного артриту у щурів / Ф. В. Гладких // Матеріали XII Міжнародної студентської наукової конференції «Перший крок в науку–2015» (2—3 квітня 2015 р.).: тези доп. — Вінниця, 2015 — С. 262—263.
14. Гладких Ф. В. Вплив ібупрофену та його комбінації з вінбороном на процеси ліпопероксидації при ад’ювантному артриті / Ф. В. Гладких, Н. Г. Степанюк // Тези доповідей науково-практичної конференції з міжнародною участю «Сучасні теоретичні та практичні аспекти клінічної медицини» (для студентів та молодих вчених (21—22 квітня 2016 р.): тези доп. — Одеса: ОНМедУ, 2016. — С. 57.
15. Гладких Ф. В. Вплив ібупрофену та його комбінації з вінбороном на розвиток анемії хронічного запалення при лікуванні експериментального ревматоїдного артриту у щурів / Ф. В. Гладких, Н. Г. Степанюк // Матеріали науково-практичної конференції з міжнародною участю «Фундаментальні та клінічні аспекти фармакології пам’яті професора В. В. Дунаєва» (24—25 листопада 2016 р.).: тези доп. — Запоріжжя, 2016. — С. 36—37.
16. Гладких Ф. В. Гастропротективное действие винборона при ибупрофен-индуцированном поражении слизистой оболочки желудка крыс с экспериментальным ревматоидным артритом / Ф. В. Гладких, Н. Г. Степанюк, М. В. Сокирко // Материалы научно-практической конференции Гродненского государственного медицинского университета «Актуальные проблемы медицины» (26—27 января 2017 г.): тезисы доклада. — Гродно, Беларусь, 2017. — С. 181—185.
17. Гладких Ф. В. Дослідження апоптозмодулюючих властивостей вінборону при ібупрофен-індукованій гастропатії у щурів з ад’ювантним артритом / Ф. В. Гладких, Н. Г. Степанюк, С. В. Вернигородський // Актуальні проблеми сучасної медицини: Вісник Української медичної стоматологічної академії. — 2016. — Т. 16, № 4 (56), ч. 3. — С. 30—35.
18. Гладких Ф. В. Дослідження впливу вінборону на процеси апоптозу та проліферації епітеліоцитів слизової оболонки шлунку при ібупрофен-індукованій гастропатії у щурів з ад’ювантним артритом / Ф. В. Гладких, Н. Г. Степанюк // Фармакологія та лікарська токсикологія. Матеріали ХІІ Національної школи молодих вчених-фармакологів ім. академіка НАМН України О. В. Стефанова (12 жовтня 2016 р.).: тези доп. — Київ, 2016. — С. 107.
19. Гладких Ф. В. Дослідження впливу вінборону на ульцерогенність ібупрофену в дозі 150 мг/кг та 310 мг/кг / Ф. В. Гладких, Н. Г. Степанюк // Збірник тез наукових робіт учасників міжнародної науково-практичної конференції «Нове у медицині сучасного світу» (29—29 листопада 2014 р.) Частина І: тези доп. — Львів, 2014 — С. 25.
20. Гладких Ф. В. Дослідження шлункової секреції у щурів з ад'ювантним артритом на тлі застосування ібупрофену та його комбінації з вінбороном / Ф. В. Гладких, Н. Г. Степанюк // Фармакологія та лікарська токсикологія. — 2016. — № 3 (49). — С. 34—40. — Режим доступу: http://pharmtox-j.org.ua/webfm_send/522
21. Гладких Ф. В. Дослідження шлункової секреції у щурів з ад'ювантним артритом на тлі застосування ібупрофену та його комбінації з вінбороном / Ф. В. Гладких // Матеріали XIII Міжнародної студентської наукової конференції «Перший крок в науку–2016» (7—8 квітня 2016 р.).: тези доп. — Вінниця, 2016. — С. 383.
22. Гладких Ф. В. Експериментальне обґрунтування доцільності застосування вінборону з метою підвищення знеболюючої активності ібупрофену / Ф. В. Гладких, Н. Г. Степанюк // Актуальні питання фармацевтичної і медичної науки та практики. — 2016. — № 3 (22). — С. 41—48. DOI: https://doi.org/10.14739/2409-2932.2016.3.77934
23. Гладких Ф. В. Застосування вінборону з метою корекції ульцерогенності ібупрофену / Ф. В. Гладких // Матеріали XI Міжнародної студентської наукової конференції «Перший крок в науку–2014» (3—4 квітня 2014 р.).: тези доп. — Вінниця, 2014 — С. 260.
24. Гладких Ф. В. Изучение апоптозмодулирующих свойств винборона на модели ибупрофен-индуцированной гастропатии / Ф. В. Гладких // Тезисы докладов XVII Тихоокеанской научно-практической конференции студентов и молодых ученых с международным участием «Актуальные проблемы экспериментальной, профилактической и клинической медицины» (21—22 апреля): тезисы доклада — Владивосток (РФ): ГБОУ ВПО «Тихоокеанский государственный медицинский университет», 2016. — С. 499—500.
25. Гладких Ф. В. Изучение состояния клеточного гомеостаза слизистой оболочки желудка крыс на модели ревматоидного артрита, леченного ибупрофеном и его комбинацией с винбороном / Ф. В. Гладких, Н. Г. Степанюк, С. В. Вернигородский // Фармация и фармакология. — 2016. — Т. 4, № 3. — С. 68—83. DOI: https://doi.org/10.19163/2307-9266-2016-4-3-68-83
26. Гладких Ф. В. Изучение фармакотерапевтической эффективности комбинированного применения ибупрофена с винбороном на модели адъювантного артрита у крыс / Ф. В. Гладких, Н. Г. Степанюк // Сборник материалов ІІ Республиканской научно-практической конференции с международным участием «Современные достижения молодых ученых в медицине» (27 ноября): тезисы доклада — Гродно: ГрГМУ, 2015. — С. 43—45.
27. Гладких Ф. В. Изучение эффективности применения винборона для усиления болеутоляющего действия ибупрофена на модели экспериментального ревматоидного артрита / Ф. В. Гладких, Н. Г. Степанюк // Материалы Всероссийской научной конференции молодых специалистов «Актуальные вопросы современной медицины: взгляд молодого специалиста» (15—16 сентября).: тезисы доклада. — Рязань, РФ. 2016. — С. 224—227.
28. Гладких Ф. В. Корреляционный анализ объёма суставов и ширины суставных щелей задних конечностей крыс с адъювантным артритом на фоне применения ибупрофена и его комбинации с винбороном / Ф. В. Гладких, В. Е. Студент // Материалы Всероссийской научно-практической конференции студентов и молодых учёных с международным участием «Актуальные вопросы медицинсой науки» (20—21 апреля 2017 г.). : тезисы доклада. — Ярославль, 2017. — С. 127—128.
29. Гладких Ф. В. Макро- та мікроскопічне дослідження впливу 2-феніл-3 карбетокси-4-диметиламінометил-5-оксибензофурану гідрохлориду (вінборону) на гастротоксичність ібупрофену за умов експериментального ревматоїдного артриту у щурів / Ф. В. Гладких, Н. Г. Степанюк, С. В. Вернигородський // Траєкторія науки. — 2017. — № 10. — С. 7001—7018. DOI: http://dx.doi.org/10.22178/pos.27-8
30. Гладких Ф. В. Морфологічні зміни внутрішніх органів при лікуванні ад’ювантного артриту / Ф. В. Гладких, Н. Г. Степанюк, С. В. Вернигородський // Світ медицини та біології. — 2017. — № 4 (62). — С. 127—131. DOI: http://dx.doi.org/10.26724/2079-8334-2017-4-62-127-131
31. Гладких Ф. В. Оценка влияния винборона на анальгетический эффект ибупрофена в эксперименте / Ф. В. Гладких, Н. Г. Степанюк // Материалы межвузовской научно-практической конференции молодых учёных «Молодежь и медицинская наука» (24 ноября).: тезисы доклада. — Тверь, 2016. — С. 40—43.
32. Гладких Ф. В. Оцінка ефективності фармакотерапії ібупрофеном та його комбінацією з вінбороном ад’ювантного артриту у щурів / Ф. В. Гладких, Н. Г. Степанюк // Матеріали VIII Всеукраїнської науково-практичної конференції з міжнародною участю «Досягнення клінічної фармакології та фармакотерапії на шляхах доказової медицини» (9—10 листопада 2015 р.): тези доп. — Вінниця, Нілан-ЛТД, 2015 — С. 97—99.
33. Гладких Ф. В. Оцінка терапевтичного ефекту ібупрофену та його комбінації з вінбороном на моделі ад’ювантного артриту у щурів / Ф. В. Гладких // Всеукраїнський журнал студентів та молодих вчених «Хист». — вип. 17: Матеріали ІІ міжнародного медико-фармацевтичного конгресу студентів і молодих вчених «Новітні тенденції в медицині та фармації» (8—10 квітня 2015 р.). : тези доп. — Чернівці, 2015 — С. 375.
34. Гладких Ф. В. Порівняльна характеристика патоморфологічних змін слзової оболонки шлунка щурів на тлі застосування ібупрофену та його комбінації з вінбороном при ад’ювантному артриті / Ф. В. Гладких, Н. Г. Степанюк // Матеріали науково-практичної конференція «Прикладні аспекти морфології» (20—21 жовтня 2016 р.).: тези доп. — Тернопіль, 2016. — С. 42—44.
35. Гладких Ф. В. Превентивно-лечебные стратегии фармакокоррекции гастропатии, индуцированной нестероидными противовоспалительными препаратами / Ф. В. Гладких // Обзоры по клинической фармакологии и лекарственной терапии. — 2017. — № 4. — С. 14—23 DOI: http://dx.doi.org/10.17816/RCF15414-23
36. Гладких Ф. В. Современный взгляд на методы снижения риска желудочно-кишечных осложнений при применении нестероидных противовоспалительных препаратов / Ф. В. Гладких, Н. Г. Степанюк, В. Е. Студент // Актуальные аспекты экспериментальной и клинической фармакологии: от молекулы к лекарству. Материалы III международной научно-практической конференции (16—17 ноября 2017 г.): тезисы докл. — Пятигорск: Рекламно-информацилнное агентство на Кавминводах, 2017. — С. 26—30.
37. Гладких Ф. В. Стан секреторної функції шлунка при фармакотерапії системного аутоімунного запалення ібупрофеном та його комбінацією з вінбороном / Ф. В. Гладких, Н. Г. Степанюк // Збірник тез IV Міжнародної науково-практичної конференції студентів та молодих вчених (20—21 квітня 2016 р.): тези доп. — Суми, 2016. — Т. 1. — С. 59.
38. Гладких Ф. В. Характеристика впливу вінборону на протизапальну активність ібупрофену за даними конусно-променевої комп’ютерної томографії задніх кінцівок щурів з експериментальним ревматоїдним артритом / Ф. В. Гладких, В. О. Студент, Н. Г. Степанюк // Збірник науково-практичної конференції «Актуальні проблеми клінічної та фундаментальної медицини» (14 квітня 2017 р.). : тези доп. — Харків, 2017 — С. 55—57.
39. Гладких Ф. В. Характеристика впливу вінборону на фармакологічні ефекти ібупрофену при їх поєднаному застосуванні в експерименті / Ф. В. Гладких, Н. Г. Степанюк // Матеріали V Національного з’їзду фармакологів України (18—20 жовтня 2017 р.): тези доп. — Запоріжжя, 2017. — С. 22—23.
40. Гладких Ф. В. Характеристика изменений рН желудочного сока крыс с адъювантным артритом при фармакотерапии ибупрофеном и его комбинацией с винбороном / Ф. В. Гладких // Фундаментальная наука и клиническая медицина. — Том ХІХ.: тезисы XIX Международной медико-биологической конференции молодых исследователей «Фундаментальная наука и клиническая медицина. Человек и его здоровье» (23 апреля) — Санкт-Петербург (РФ): Изд-во СПбГУ, 2016. — С. 148—149.
41. Гладких Ф. В. Характеристика кислотності шлункового соку при застосуванні ібупрофену та його комбінації з вінбороном на моделі ад’ювантного артриту у щурів / Ф. В. Гладких, Н. Г. Степанюк // Тези доповідей міжнародного конгресу «Людина та ліки» — Україна (31 березня — 1 квітня 2016 р.).: тези доп. — Київ, 2016 — С. 7—8.
42. Гладких Ф. В. Характеристика протизапальної активності ібупрофену та його комбінації з вінбороном за гематологічними та біохімічними показниками у щурів зі змодельованим ад’ювантним артритом / Ф. В. Гладких // Актуальні питання сучасної медицини: Тези XII Міжнародної наукової конференції студентів та молодих вчених, 16—17 квітня 2015 р. — Харків : ХНУ імені В. Н. Каразина, 2015 — С. 147—148.
43. Гладких Ф. В. Характеристика протизапальної та знеболюючої активності ібупрфену та його комбінації з вінбороном на моделі ад’ювантного артриту у щурів / Ф. В. Гладких, Н. Г. Степанюк // Вісник наукових досліджень. — 2015. — № 2. — С. 108—111. DOI: https://doi.org/10.11603/2415-8798.2015.2.5617
44. Гладких Ф. В. Характеристика стану прооксидантної системи при застосуванні ібупрофену та його комбінації з вінбороном на моделі ад’ювантного артриту у щурів / Ф. В. Гладких // Тези доповідей 85-ї науково-практичної конференції студентів та молодих вчених із міжнародною участю «Інновації в медицині» (24—26 березня 2016 р.).: тези доп. — Івано-Франківськ, 2016. — С. 222—223.
45. Гладких Ф. В. Характеристика терапевтичного ефекту ібупрофену та його комбінації з вінбороном за гематологічними показниками на моделі ад’ювантного артриту у щурів / Ф. В. Гладких, Н. Г. Степанюк // Львівський медичний часопис. — 2015. — № 4. — С. 64—70.
46. Гордийчук А. Б. Токолитическое действие винборона при неосложненной беременности в условиях преждевременных родов / А. Б. Гордийчук, Г. И. Степанюк // Актуальні питання фармакології : матеріали IV Укр. наук.-практ. конф. з міжнар. участю з клініч. фармакології. — Вінниця : Контінент, 2004. — Ч. 2. — С. 39—40.
47. Гордійчук А. Б. Дослідження NO-залежних механізмів інгібування скоротливої активності біометрію щурів під дією вінборону / А. Б. Гордійчук, Г. І. Степанюк // Буковинський медичний вісник — 2005. — Т. 9, № 2. — С. 70—71.
48. Гордійчук А. Б. Токолитические свойства винборона на моделях невыношенной беременности / А. Б. Гордійчук, Г. І. Степанюк // ХІІ Рос. науч. конгресс «Человек и лекарство» : тез. докл. — М., 2005. — С. 653—654.
49. Дослідження протипухлинної активності вінборону та доксорубіцину при роздільному та сумісному використанні / Е. Г. Іванова, Н. І. Шарикіна, Г. І. Степанюк, Н. І. Іванова // Клінічна та експериментальна фармакологія метаболічних коректорів, органопротекція, доказова медицина : зб. матеріалів IV Всеукр. наук.-практ. конф. з клініч. фармакології, присвяч. 90-річчю проф. О. О. Столярчука. — Вінниця, 2010. — С. 228—231.
50. Експериментальне вивчення впливу вінборону на морфометричні показники міокарда при кардіосклерозі порівняно з пентоксоліном і вінпоцетином / Т. І. Шевчук, Р. П. Піскун, О. О. Столярчук, Г. І. Степанюк // Фармакологія 2006 — крок у майбутнє : тези доп. 3-го Нац. з'їзду фармакологів України. — Одеса, 2006. — С. 196—197.
51. Експериментальне дослідження нейротропних властивостей вінборону / Г. И. Степанюк, С. В. Сергеєв, О. О. Саміляк [и др.] // Матеріали наук.-практ. конф., присвяч. 80- річчю від дня народж. проф. О. О. Столярчука «Фенікаберан (вінборон) і бензофурокаїн : нові підходи до фармакотерапії запальних та ішемічних процесів». — Вінниця : Тезис, 2000.  — С. 53—55.
52. Іванова Е. Г. Вплив вінборону на перебіг експериментальної доксорубіцинової кардіоміопатії за данними ЕКГ / Е. Г. Іванова, Г. І. Степанюк, Н. І. Іванова // Матеріали Х нац. конгр. кардіологів України. — К., 2009. — С. 227.
53. Іванова Е. Г. Захисна дія вінборону при експериментальній доксоробіновій кардіоміопатії / Е. Г. Іванова, Г. І. Степанюк, Н. І. Іванова // Вісник Вінниц. нац. мед. ун-ту. — 2008. — Т. 12, № 2. — С. 526.
54. Іванова Е. Г. Корекція вінбороном показників кардіо- та гемодинаміки при експериментальній доксорубіциновій кардіоміопатії / Е. Г. Іванова, І. С. Чекман, Г. І. Степанюк // Здобутки клінічної та експериментальної медицини. — 2009. — № 2. — С. 55—58.
55. Іванова Е. Г. Оцінка захисної дії вінборону на моделі доксорубіцинової кардіоміомопатії / Е. Г. Іванова, Г. І. Степанюк, Н. І. Іванова // Фармація України — погляд у майбутнє : матеріали 7-го Нац. з'їзду фармацевтів України. — Харків, 2010. — Т. 2. — С. 59.
56. К фармакологии некоторых производных бензофурана / П. А. Галенко-Ярошевский, А. А. Столярчук, Г. И. Степанюк [и др.] // Фармакология и токсикология : респ. межвед. сб. — К., 1974. — Вып. 9. — С. 159—164.
57. Кардіопротективні властивості вінборону та перспективи його клінічного застосування / Г. І. Степанюк, Е. Г. Іванова, Н. І. Іванова, О. С. Пашинська // Фармакологія та лікарська токсикологія. — 2008. — № 4 (5). — С. 9—16.
58. Коньков Д. Г. Морфологічна оцінка репаративної дії вінборонової та метилурацилової мазей при експериментальних асептичних ранах шкіри / Д. Г. Коньков, Г. І. Степанюк // Вісник морфології. — 2004. — Т. 10, № 2. — С. 292—295.
59. Коньков Д. Г. Репаративные и анальгетические свойства винбороновой мази / Д. Г. Коньков, Г. И. Степанюк, Л. В. Беспалько // XI Рос. нац. конгресс «Человек и лекарство» : тез. докл. — М., 2004. — С. 532.
60. Мороз В. М. 70 славних літ: від урзала до вінборона / В. М. Мороз, Г. І. Степанюк // Вісник Вінниц. нац. мед. ун-ту. — 2007. — Т. 11, № 2, ч. 1. — С. 463—467.
61. Морфологическая оценка степени безопасности винборона при пероральном введении в организм / Р. П. Пискун, А. А. Столярчук, Г. И. Степанюк, О. В. Ременюк // Актуальні питання морфології : (фахове видання наук. праць 2-го нац. конгресу анатомів, гістологів, ембріологів і топографоанатомів). — Луганськ : Лод, 1998. — С. 202—203.
62. Нейротропні властивості вінборону / Г. І. Степанюк, О. Л. Побережець, Н. Г. Степанюк, О. А. Ходаківський // Ліки. — 2004. — № 3/4. — С. 17—19.
63. Оцінка ефективності лікування експериментального ревматоїдного артриту ібупрофеном та його комбінацією з вінбороном за даними конусно-променевої комп’ютерної томографії та цифрової рентгенографії задніх кінцівок щурів / Ф. В. Гладких, Н. Г. Степанюк, В. О. Студент, Я. Я. Погребенник, Б. Є. Юркевич // Фармакологія та лікарська токсикологія. — 2017. — № 1 (52). — С. 12—24.
64. Оцінка ефективності протизапальної терапії експериментального ревматоїдного артриту ібупрофеном та його комбінацією з вінбороном за показниками ремоделювання кісткової тканини // Ф. В. Гладких, І. С. Човган, В. О. Студент, С. Д. Полозов, Б. Є. Юркевич // Матеріали XIV Міжнародної наукової конференції студентів та молодих вчених «Перший крок в науку–2017» (26—28 квітня 2017 р.).: тези доп. — Вінниця, 2017. — С. 509.
65. Патент України на корисну модель № UА 107533 U МПК А61К 31/135 (2006.01). Застосування вінборону для потенціювання антифлогістичного ефекту ібупрофену / Гладких Ф. В., Степанюк Н. Г., Степанюк Г. І., Сокирко М. В.; заявник та патентовласник Вінницький національний медичний університет ім. М. І. Пирогова. — № u 2015 12613; заявл. 21.12.2015; опубл. 10.06.2016, Бюл. № 11.
66. Патент України на корисну модель № UА 107534 U МПК А61К 31/00, А61Р 29/00. Застосування вінборону для потенціювання аналгетичного ефекту ібупрофену / Гладких Ф. В., Степанюк Н. Г., Степанюк Г. І., Сокирко М. В.; заявник та патентовласник Вінницький національний медичний університет ім. М. І. Пирогова. — № U 2015 12625; заявл. 21.12.2016; опубл. 10.06.2016, Бюл. № 11.
67. Патент України на корисну модель № UА 107534 МПК А61К31/00 (2006.01), А61Р 1/06 (2006.01). Застосування вінборону для нівелювання антипроліферативного впливу ібупрофену на шлунковий епітелій / Гладких Ф. В., Степанюк Н. Г., Вернигородський С. В., Степанюк Г. І., Сокирко М. В.; заявник та патентовласник Вінницький національний медичний університет ім. М. І. Пирогова. — № u 2016 06113; заявл. 06.06.2016; опубл. 12.12.2016, Бюл. № 23.
68. Патент України на корисну модель № UА 107885 U МПК A61K 31/135 (2006.01); A61P 1/04 (2006.01). Застосування вінборону для профілактики гастропатії, індукованої ібупрофеном / Гладких Ф. В., Степанюк Н. Г., Степанюк Г. І., Сокирко М. В.; заявник та патентовласник Вінницький національний медичний університет ім. М. І. Пирогова. — № u 2015 12623; заявл. 21.12.2015; опубл. 24.06.2016. Бюл. № 12.
69. Патоморфологическое и компьютерное томографическое исследование влияния ибупрофена и его комбинации с 2-фенил-3-карбетокси-4-диметиламинометил-5-оксибензофурана гидрохлоридом (винбороном) на состояние суставов нижних конечностей крыс с экспериментальным ревматоидным артритом / Ф. В. Гладких, В. Е. Судент, Н. Г. Степанюк, С. В. Вернигородский // Фармация и фармакология. — 2017. — Т. 5, № 5. — С. 457—486 DOI: http://dx.doi.org/10.19163/2307-9266-2017-5-5-457-486
70. Патоморфологічна та комп’ютерно-томографічна оцінка впливу вінборону на протизапальну активність ібупрофену при експериментальному ревматоїдному артриті у щурів / Ф. В. Гладких, Н. Г. Степанюк, В. О. Студент, Полозов С. Д., Вернигородський С. В. // Матеріали IX Всеукраїнської науково-практичної конференції з міжнародною участю «Досягнення клінічної фармакології та фармакотерапії на шляхах доказової медицини» (16—17 листопада 2017 р.): тези доп. — Вінниця: Нілан-ЛТД, 2017 — С. 151—155.
71. Пашинская О. С. Ультраструктурні зміни міокарду щурів при експериментальній алкогольній кардіоміопатії та їх корекція вінбороном і мілдронатом / О. С. Пашинская, Г. І. Степанюк, А. П. Король // Вісник морфології. — 2003. — Т. 9, № 2. — С. 59—63.
72. Пашинська О. С. Терапевтична ефективність вінборону при експериментальній алкогольній кардіоміопатії / О. С. Пашинська, Г. І. Степанюк, Н. І. Іванова // Актуальні питання фармакології : матеріали IV Укр. наук.-практ. конф. з міжнар. участю з клініч. фармакології. — Вінниця : Контінент, 2004.  — Ч. 2. — С. 106—107.
73. Перспективы создания винбороновой мази с противовоспалительным, антимикробным и обезбаливающим эффектами / Д. Г. Коньков, Г. И. Степанюк, Л. В. Беспалько, А. С. Шаламай // Актуальні питання фармакології : матеріали IV Укр. наук.-практ. конф. з міжнар. участю з клініч. фармакології. — Вінниця : Контінент, 2004. — Ч. 2. — С. 72—73.
74. Пискун Р. П. Исследование мутагенного действия винборона / Р. П. Пискун, Г. И. Степанюк, А. А. Столярчук // Зб. праць 2-ї Укр. наук. конф. з міжнар. участю «Актуальні проблеми клінічної фармакології». — Вінниця, 1998. — С. 219.
75. Побережець О. Л. Вплив вінборону на процеси пам'яті у щурів з експериментальною ішемією головного мозку / О. Л. Побережець, Г. І. Степанюк, Д. С. Пак // Вісник Вінниц. нац. мед. ун-ту. — 2007. — Т. 11, № 2, ч. 1. — С. 517—520.
76. Побережець О. Л. Динаміка морфологічних змін в сенсомоторній корі при ішемії та її корекції вінбороном в експерименті / О. Л. Побережець, Г. І. Степанюк, А. П. Король // Вісник морфології. — 2009. — Т. 15, № 2. — С. 238—243.
77. Побережець О. Л. Ефективність вінборону при експериментальних амнезіях / О. Л. Побережець, Г. І. Степанюк // Вісник Вінниц. нац. мед. ун-ту. — 2008. — Т. 12, № 2. — С. 233- 234.
78. Побережець О. Л. Морфологічні зміни в сенсомоторній корі при експериментальній ішемії та її корекції вінбороном / О. Л. Побережець, Г. І. Степанюк, А. П. Король // Здобутки клінічної та експериментальної медицини : зб. матеріалів підсумкової наук.-практ. конф. — Тернопіль : Укрмедкнига, 2009. — С. 134—135.
79. Порівняльна оцінка антигіпоксичних властивостей кордарону, бензофурокаїну, вінборону та емоксипіну в експерименті / А. Г. Степанюк, В. В. Юшкова, В. Б. Мудрицький, Г. І. Степанюк [та ін.] // Ліки. — 1998. — № 5. — С. 6- 8.
80. Порівняльний вплив вінборону та тіотриазоліну на структуру міокарда щурів при експериментальній доксорубіциновій кардіоміопатії / Е. Г. Іванова, Г. І. Степанюк, А. П. Король, Н. І. Іванова // Вісник морфології. — 2010. — Т. 16, № 3. — С. 538—542.
81. Сергеев С. В. Вплив вінборону в порівнянні з легалоном та токоферолом ацетатом на перебіг експериментального гепатиту у щурів / С. В. Сергеев, Г. І. Степанюк // Ліки. — 2000. — № 5. — С. 22—26.
82. Сергеєв С. В. Дослідження гепатозахисної дії вінборону при ізоніазид-ріфампіциновому гепатиті / С. В. Сергеєв, Г. І. Степанюк // Актуальні питання фармакології : матеріали IV Укр. наук.-практ. конф. з міжнар. участю з клініч. фармакології. — Вінниця : Контінент, 2004. — Ч. 2. — С. 126—127.
83. Синтез и биологическая активность производных 3- арилбензофурана / А. Н. Гринев, С. А. Зотова, А. А. Столярчук, Г. И. Степанюк [и др.] // Химико-фарм. журн. — 1980. — Т. 13, № 8. — С. 39—45.
84. Синтез и изучение биологических свойств аминометильных производных 5- и 6-оксибензофурана / А. Н. Гринев, С. А. Зотова, И. Н. Михайлова, А. А. Столярчук, Г. И. Степанюк, В. В. Мацак // Химико-фарм. журн. — 1980. — Т. 14, № 2. — С. 30—33.
85. Скоромна Н. М. Порівняльна оцінка впливу вінборону та бензофурокаїну на водно-електролітний баланс мозку при моделюванні дії загальної вібрації / Н. М. Скоромна, І. Д. Сапегін, Г. І. Степанюк // Вісник Вінниц. нац. мед. ун-ту. — 2005. — Т. 9, № 1. — С. 148—150.
86. Сокирко М. В. Характеристика стану шлункової секреції при застосуванні ібупрофену та його комбінації з вінбороном на моделі ад’ювантного артриту у щурів / М. В. Сокирко, Ф. В. Гладких // Матеріали XX Міжнародного медичного конгресу студентів та молодих вчених (25—27 квітня 2016 р.) : тези доп. — Тернопіль: Укрмедкнига, 2016. — С. 286.
87. Сравнительная оценка зффективности винборона и кордарона при экспериментальном инфаркте миокарда / А. В. Ременюк, А. Г. Степанюк, Р. П. Пискун [и др.] // Актуальные проблеми экспериментальной и клинической фармакологи : материалы Всерос. науч. конф. с междунар. участием. — СПб. : Политехника, 1999. — С. 172.
88. Степанюк Г. И. Влияние бензофурокаина (БФК) и феникаберана (ФК) на агрегацию тромбоцитов / Г. И. Степанюк, В. К. Козлов, Л. В. Филатова // Коррекция сердечно-сосудистых нарушений в клинике и эксперименте : тез. докл. симп.- совещания. — Винница, 1991. — С. 58—59.
89. Степанюк Г. И. Влияние феникаберана на гемодинамику в остром периоде экспериментального инфаркта миокарда / Г. И. Степанюк, С. Ф. Дугин, О. С. Медведев // Матеріали наук.-практ. конф., присвяч. 80-річчю від дня народж. проф. О. О. Столярчука «Фенікаберан (вінборон) і бензофурокаїн: нові підходи до фармакотерапії запальних та ішемічних процесів». — Вінниця : Тезис, 2000. — С. 55—58.
90. Степанюк Г. И. Гемодинамические эффекты феникаберана в остром периоде инфаркта миокарда / Г. И. Степанюк, С. Ф. Дугин, О. С. Медведев // Патологическая физиология. — 1988. — Вып. 6. — С. 53—55.
91. Степанюк Г. И. Изменение коронарорасширяющей активности феникаберана и кордарона на фоне действия нестероидных противовоспалительных средств / Г. И. Степанюк // Фармакология и токсикология : респ. межвед. сб. — Киев, 1985. — Вып. 20. — С. 38—41.
92. Степанюк Г. И. Оценка спазмолитического действия винборона в эксперименте / Г. И. Степанюк, Н. И. Иванова, Н. Г. Степанюк // Зб. праць 2-ї Укр. наук. конф. з міжнар. Участю «Актуальні проблеми клінічної фармакології». — Вінниця, 1998. — С. 198—199.
93. Степанюк Г. И. Применение феникаберана, кордарона и трентала для ослаблення ульцерогенного эффекта ортофена / Г. И. Степанюк // V объед. науч. мед.-техн. конф. : тез. докл. — Винница, 1987. — С. 76—77.
94. Степанюк Г. И. Физическая выносливость и болевая чувствительность крыс при хронической интоксикации этанолом и их коррекция винбороном / Г. И. Степанюк, О. С. Пашинська // Современные проблемы токсикологии. — 2003. — № 3. — С. 79—81.
95. Степанюк Г. И. Экспериментальная оценка ранозаживляющего эффекта мазей, содержащих винборон / Г. И. Степанюк, Д. Г. Коньков, В. В. Данильчук // Сб. материалов науч.-практ. конф. «Медицина будущего». — Краснодар ; Сочи, 2002. — С. 61.
96. Степанюк Г. І. Вінборон — лікарський засіб з політропними фармакологічними властивостями / Г. І. Степанюк, І. Л. Черешнюк, Н. Г. Степанюк // Вісник Вінниц. держ. мед. ун-ту. — 2002. — Т. 6, № 1. — С. 111—114.
97. Степанюк Г. І. Вплив вінборону на розвиток оксидативного стресу при експериментальній доксорубіциновій кардіоміопатії за динамікою біохімічних показників / Г. І. Степанюк, Е. Г. Іванова, Н. І. Іванова // Фармакологія та лікарська токсикологія. — 2010. — № 4 (17). — С. 56—59.
98. Степанюк Г. І. Вплив фенікаберану на фармакокінетику антибіотиків пеніцилінового ряду / Г. І. Степанюк, Г. К. Палій, В. В. Біктіміров // Захворювання органів дихання — екологічний аспект : обл. семінар, (30 черв. 1992 р.) : тези доп. — Вінниця, 1992. — С. 18—19.
99. Степанюк Г. І. Експериментальне дослідження ранозагоювальної дії мазей, що містять вінборон / Г. І. Степанюк, Д. Г. Коньков // Ліки. — 2004. — № 3/4. — С. 69—74.
100. Степанюк Г. І. Ізоніазидо-ріфампіциновий гепатит у щурів: корекція порушень за допомогою вінборону / Г. І. Степанюк, С. В. Сергєєв // Современные проблемы токсикологии. — 2001. — № 3. — С. 95—96.
101. Степанюк Г. І. Токолітична дія вінборону за умов експериментальних моделей передчасних пологів у щурів / Г. І. Степанюк, А. Б. Гордийчук // Ліки. — 2003. — № 1/2. — С. 49—51.
102. Черешнюк І. Л. Вплив вінборону на стан гемодинаміки у внутрішніх очних артеріях в умовах неповної експериментальної ішемії ока за даними ультразвукової кольорової доплерографії / І. Л. Черешнюк, М. Е. Мельник, Г. І. Степанюк // Вісник морфології. — 2009. — Т. 15, № 2. — С. 479—483.
103. Черешнюк І. Л. Вплив вінборону на стан гемодинаміки у внутрішньоочних артеріях в умовах повної експериментальної ішемії ока за даними кольорової ультразвукової доплерографії / І. Л. Черешнюк, М. Е. Мельник, Г. І. Степанюк // Матеріали XIV університетської 44-ї вузівської наук.-практ. конф. молодих вчених та фахівців. — Вінниця, 2008. — С. 151—153.
104. Черешнюк І. Л. Вплив вінборону наофтальмотонус у кролів в умовах гострої тимчасової офтальмогіпертензії / І. Л. Черешнюк, Г. І. Степанюк // Вісник Вінниц. нац. мед. ун-ту. — 2008. — Т. 12, № 2. — С. 335—337.
105. Черешнюк І. Л. Дослідження впливу вінборону на офтальмотонус у кролів / І. Л. Черешнюк, Г. І. Степанюк // Вісник Вінниц. нац. мед. ун-ту. — 2007.  — Т. 11, № 2, ч. 2. — С. 817—818.
106. Черешнюк І. Л. Застосування вінборону у комплексному лікуванні судинної патології органа зору різного генезу / І. Л. Черешнюк, Й. Р. Салдан, Г. І. Степанюк // Вісник Вінниц. держ. мед. ун-ту. — 2002. — Т. 6, № 1. — С. 231—232.
107. Черешнюк І. Л. Ретинопротекторна дія вінборону в умовах експериментальної ішемії ока / І. Л. Черешнюк, Г. І. Степанюк // Вісник Вінниц. нац. мед. ун-ту. — 2008. — Т. 12, № 1. — С. 272.
108. Эффективность винборона при экспериментальных нарушениях мозгового и коронарного кровотока / Г. И. Степанюк, О. В. Дякова, А. С. Шаламай, В. А. Храпцун // XI Рос. нац. конгресс «Человек и лекарство» : тез. докл. – М., 2004. – С. 838—839.
109. Hladkykh F. V. Efficacy of pharmacotherapy of system autoimmune inflammation process of combinations of ibuprofen with vinboron on the model of adjuvant arthritis of rats / F. V. Hladkykh, N. H. Stepanyuk // Materials of I Scientific and Practical Conference with International Participation “The Exclusion of Various Genesis and Ways of its Pharmacological Correction” (2-3 November, 2015): abstracts — Pyatigorsk, Pharmacology and Pharmacy. — 2015. — № 6 (App. 1). — P. 37–38.
110. Hladkykh F. V. Studying of antiinflammatory and analgesic effect of ibuprofen and its combination with vinboron on the model adjuvant arthritis in rats / F. V. Hladkykh // Тези доповідей 84-ї науково-практичної конференції студентів та молодих вчених із міжнародною участю «Інновації в медицині» (12—13 березня 2015 р.).: тези доп. — Івано-Франківськ, 2015 — С. 160—161.
111. Hladkykh F. V. The effect of vinboron on the expression processes of apoptosis in gastric mucosa with ibuprofen-induced gastropathy in rats / F. V. Hladkykh, N. H. Stepaniuk, M. V. Sokyrko // Abstracts of the ІХ-th International Interdisciplinary Scientific Conference of Young Scientists and medical students «Actual problems of clinical and theoretical medicine» (International Scientific Interdisciplinary Conference — ISIC, May 19-20, 2016.).: abstracts — Kharkiv, 2016. — P. 18–19.
112. Гладких Ф. В. Нестероїдні протизапальні засоби: терапевтичні та небажані ефекти, шляхи їх оптимізації. Вінниця: ТВОРИ, 2022. – 216 с. DOI: https://doi.org/10.46879/2022.1
113. Гладких Ф. В., Степанюк Н. Г., Степанюк Г. І. Фармакодинаміка ібупрофену крізь призму політропності вінборону. Вінниця: ТВОРИ, 2022. – 120 с. DOI: https://doi.org/10.46879/2022.2